# Sélection Caseus
La Sélection Caseus est le concours des fromages fins du Québec. Le ministère de l’Agriculture, des Pêcheries et de l’Alimentation du Québec agit à titre de coordonnateur de ce concours accompagné par de nombreux acteurs du milieu. L'objectif de ce concours, initié dans les années 1990, est de valoriser le savoir-faire des fromagers du Québec. On parle parfois des Prix Caseus.

## Liste des gagnants
| Prix            | Marque du fromage           | Fromagerie                                             | Région                     | Image |
| 2018            | 2018                        | 2018                                                   | 2018                       | 2018  |
| --------------- | --------------------------- | ------------------------------------------------------ | -------------------------- | ----- |
| Caseus Or       | Bleu d'Élizabeth            | Fromagerie du Presbytère                               | Centre-du-Québec           |       |
| Caseus Argent   | Zacharie Cloutier           | Fromagerie Nouvelle France                             | Estrie                     |       |
| Caseus Bronze   | Pont Blanc                  | Fromagerie Au Gré des Champs                           | Montérégie                 |       |
| Caseus Longaevi | Louis Cyr - 4 ans           | Fromagerie Bergeron                                    | Chaudière-Appalaches       |       |
| 2017            |                             |                                                        |                            |       |
| Caseus Or       | Pionnier                    | Fromagerie Nouvelle France et Fromagerie du Presbytère | Estrie et Centre-du-Québec |       |
| Caseus Argent   | Chemin Hatley               | Fromagerie La Station                                  | Estrie                     |       |
| Caseus Bronze   | Religieuse                  | Fromagerie du Presbytère                               | Centre-du-Québec           |       |
| Caseus Longaevi | Louis d'Or - 2 ans          | Fromagerie du Presbytère                               | Centre-du-Québec           |       |
| 2016            |                             |                                                        |                            |       |
| Caseus Or       | Taliah                      | Fromagerie du Presbytère                               | Centre-du-Québec           |       |
| Caseus Argent   | La Madelaine                | Fromagerie Nouvelle France                             | Estrie                     |       |
| Caseus Bronze   | Louis Cyr                   | Fromagerie Bergeron                                    | Chaudière-Appalaches       |       |
| Caseus Longaevi | Louis d'Or - vieilli        | Fromagerie du Presbytère                               | Centre-du-Québec           |       |
| 2015            |                             |                                                        |                            |       |
| Caseus Or       | Le Ménestrel                | Les Fromagiers de la Table Ronde                       | Laurentides                |       |
| Caseus Argent   | Louis Cyr                   | Fromagerie Bergeron                                    | Chaudière-Appalaches       |       |
| Caseus Bronze   | Zacharie Cloutier - 12 mois | Fromagerie Nouvelle France                             | Estrie                     |       |
| Caseus Longaevi | Alfred le fermier           | Fromagerie La Station                                  | Estrie                     |       |
| 2014            |                             |                                                        |                            |       |
| Caseus Or       | Zacharie Cloutier           | Fromagerie Nouvelle France                             | Estrie                     |       |
| Caseus Argent   | Chèvre à ma manière         | Fromagerie L'Atelier                                   | Estrie                     |       |
| Caseus Bronze   | Frère chasseur              | Fromagerie au Gré Des Champs                           | Montérégie                 |       |
| Caseus Longaevi | Louis d'Or - 2 ans          | Fromagerie du Presbytère                               | Centre-du-Québec           |       |
| 2013            |                             |                                                        |                            |       |
| Caseus Or       | Bleu d'Élizabeth            | Fromagerie du Presbytère                               | Centre-du-Québec           |       |
| Caseus Argent   | Mont-Jacob                  | Fromagerie Blackburn                                   | Saguenay–Lac-Saint-Jean    |       |
| Caseus Bronze   | Pionnier                    | Fromagerie Nouvelle France et Fromagerie du Presbytère | Estrie et Centre-du-Québec |       |
| Caseus Longaevi | Alfred le fermier - 24 mois | Fromagerie La Station                                  | Estrie                     |       |
| 2012            |                             |                                                        |                            |       |
| Caseus Or       | Louis d'Or                  | Fromagerie du Presbytère                               | Centre-du-Québec           |       |
| Caseus Argent   | Alfred le fermier - 24 mois | Fromagerie La Station                                  | Estrie                     |       |
| Caseus Bronze   | Chèvre à ma manière         | Fromagerie L'Atelier                                   | Estrie                     |       |
| 2011            |                             |                                                        |                            |       |
| Caseus Or       | Zacharie Cloutier           | Fromagerie Nouvelle France                             | Estrie                     |       |
| Caseus Argent   | Jersey du Fjord             | Fromagerie Les Bergeries du Fjord                      | Saguenay–Lac-Saint-Jean    |       |
| Caseus Bronze   | La Roche noire              | Fromagerie Alexis de Portneuf                          | Capitale-Nationale         |       |
| 2010            |                             |                                                        |                            |       |
| Caseus Or       | Louis d'Or                  | Fromagerie du Presbytère                               | Centre-du-Québec           |       |
| Caseus Argent   | Hercule de Charlevoix       | Laiterie Charlevoix                                    | Capitale-Nationale         |       |
| Caseus Bronze   | Monnoir                     | Fromagerie au Gré Des Champs                           | Montérégie                 |       |